# Соколов, Александр Александрович (богослов)
Алекса́ндр Алекса́ндрович Соколо́в (1873 — ?) — российский богослов.

## Биография
Родился в 1873 году.
Окончил Вологодскую духовную семинарию.
В 1897 году закончил Казанской духовной академии со степенью кандидата богословия. В 1899 году защитил магистерскую диссертацию на тему «Культ как необходимая принадлежность религии».

## Труды
- «Культ как необходимая принадлежность религии» (Казань, 1900; магистерская диссертация);
- «Невозможность религии без представления о личном Боге» (Астрахань, 1902);
- «Культ как предмет православной апологии и апологетики» (Рязань, 1903);
- «Отношение церковной власти к свободе совести и слова в XIX столетии» (Астрахань, 1906);
- «Исповедь священника. Из путевых заметок» (Астрахань, 1903).